# Santiago Lazcano
Lazcano  Labaca est un nom espagnol. Le premier nom de famille, en général paternel, est Lazcano ; le second, en général maternel, souvent omis, est Labaca.
Santiago Lazcano Labaca, né le 8 mars 1947 à Errezil et mort le 3 février 1985 à Saint-Sébastien, est un coureur cycliste professionnel espagnol.

## Biographie
Il meurt dans un accident de moto.

## Palmarès
- 1967
  - Prueba Loinaz

- 1968
  - 2e du Tour de Cantabrie

- 1969
  - Prueba Loinaz
  - Tour des vallées minières :
    - Classement général
    - 1re étape

  - Tour de Cantabrie
  - 2e de la Clásica de Sabiñánigo

- 1971
  -  Champion d'Espagne des régions
  - GP Caboalles de Abajo

- 1972
  -  Champion d'Espagne des régions
  - 1re étape du Tour du Levant
  - GP Pascuas
  - 6eb étape du Tour d'Espagne (contre-la-montre par équipes)
  - 2ea étape des Trois Jours de Leganés
  - 5ea étape du Tour de Catalogne
  - 2e du Tour du Levant
  - 2e du Tour d'Émilie
  - 2e du GP Vizcaya
  - 10e du Tour d'Italie

- 1973
  -  Champion d'Espagne de la montagne
  - Prueba Villafranca de Ordizia
  - 2e du championnat d'Espagne des régions
  - 4e de la Semaine catalane
  - 5e du Tour d'Italie
  - 10e de l'Amstel Gold Race

- 1974
  -  Champion d'Espagne des régions
  - 8eb étape du Tour d'Espagne (contre-la-montre par équipes)
  - 17e étape du Tour d'Italie
  - 8e du Tour de Suisse

- 1975
  - 2e étape du Grand Prix du Midi libre
  - 2e du Tour du Levant
  - 2e du championnat d'Espagne de la montagne
  - 3e de la Subida a Arrate
  - 3e du GP Vizcaya
  - 9e du Tour d'Espagne

- 1976
  - Tour des Asturies :
    - Classement général
    - 5eb étape (contre-la-montre par équipes)

  - 2e de la Clásica de Sabiñánigo
  - 2e du Tour de Cantabrie

## Résultats sur les grands tours

### Tour de France
4 participations
- 1969 : 41e
- 1973 : 29e
- 1975 : abandon (16e étape)
- 1976 : 68e

### Tour d'Italie
4 participations
- 1971 : abandon
- 1972 : 10e
- 1973 : 5e
- 1974 : 16e, vainqueur de la 17e étape

### Tour d'Espagne
5 participations
- 1969 : 40e
- 1972 : 19e, vainqueur de la 6eb étape (contre-la-montre par équipes)
- 1974 : 20e, vainqueur de la 8eb étape (contre-la-montre par équipes)
- 1975 : 9e
- 1976 : 22e